# Emmons County
Emmons County är ett administrativt område i delstaten North Dakota, USA, med 3 550 invånare. Den administrativa huvudorten (county seat) är Linton.

## Geografi
Enligt United States Census Bureau har countyt en total area på 4 027 km². 3 911 km² av den arean är land och 117 km² är vatten.

### Angränsande countyn
- Burleigh County - nord
- Kidder County - nordöst
- Logan County - öst
- McIntosh County - sydöst
- Campbell County, South Dakota - syd
- Sioux County - väst
- Morton County - nordväst

### Orter
- Hazelton
- Linton (huvudort)
- Strasburg